# Torino Football Club 2021-2022
Questa voce raccoglie le informazioni riguardanti il Torino Football Club nelle competizioni ufficiali della stagione 2021-2022.

## Stagione
Durante l'estate 2021 la società granata affida all'ex scaligero Ivan Jurić la propria conduzione tecnica, bagnando l'esordio del croato con una vittoria ai rigori contro la Cremonese in Coppa Italia: il percorso in tale manifestazione conosce un capolinea nel turno successivo ad opera della Sampdoria, avversario al quale il capitano Belotti realizza in campionato il centesimo gol personale nella massima categoria.
La fase d'andata del torneo registra un rassicurante centro-classifica, malgrado la permanenza in zona UEFA — traguardo cui la compagine si era approcciata nei mesi invernali — risulti compromessa da un calo primaverile: mantenutosi comunque nella porzione sinistra di graduatoria, il Torino archivia la stagione col decimo posto a quota 50 punti.
Da segnalare a livello individuale il riconoscimento conferito a Gleison Bremer, nominato miglior difensore dell'annata.

## Divise e sponsor
Lo sponsor tecnico per la stagione 2021-2022 è Joma.
Il Torino conferma come main sponsor Suzuki, come official sponsor Beretta e come sleeve sponsor (presente sulla manica sinistra della maglia) N°38 Wüber; confermato anche il back sponsor EdiliziAcrobatica. Gli altri Top Sponsor affiliati alla società granata sono: Engie, Panealba-Campiello, Frecciarossa e Segafredo Zanetti.
La prima divisa è come sempre granata con calzoncini bianchi e calzettoni neri con risvolto granata, la seconda è bianca con la banda diagonale granata in onore al River Plate, la terza invece è blu scuro con i dettagli in oro e al posto dello stemma societario appare il toro rampante anni 80-90.
Infine per i portieri sono state scelte due divise: una grigia con i dettagli granata e la seconda verde chiaro con i dettagli verde scuro in onore alla Chapecoense.
| Casa | Trasferta | Terza divisa |

## Organigramma societario
Consiglio di Amministrazione
- Presidente: Urbano Cairo
- Vice Presidente: Giuseppe Cairo
- Consiglieri: Federico Cairo, Giuseppe Ferrauto, Uberto Fornara, Marco Pompignoli

Direzione generale e organizzativa
- Direttore generale: Massimo Bava
- Direttore operativo: Alberto Barile
- Team Manager: Marco Pellegri

Area Tecnica
- Responsabile area tecnica: Davide Vagnati
- Collaboratore area tecnica: Emiliano Moretti

Segreteria
- Segretario Generale: Andrea Bernardelli
- Segreteria: Marco Capizzi, Giulia Bellato

Area Comunicazione
- Responsabile Ufficio Stampa: Piero Venera
- Ufficio Stampa e Supporter Liaison Officer: Andrea Canta
- Social Media Manager: Andrea Santoro

Area Amministrativa
- Direttore Amministrativo: Luca Boccone

Area Stadio Olimpico e Biglietteria
- Responsabile biglietteria e rapporti coi club: Fabio Bernardi
- Addetto biglietteria e Vice Delegato Sicurezza: Dario Mazza
- Delegato per la Sicurezza: Roberto Follis

Area tecnica
- Allenatore: Ivan Jurić
- Vice Allenatore: Matteo Paro
- Allenatore dei Portieri: Paolo Di Sarno
- Analista: Leonardo Marasciulo
- Preparatori atletici: Paolo Solustri, Paolo Barbero, Stjepan Ostojić
- Coordinatore settore giovanile: Andrea Fabbrini
- Osservatore: Gaetano Zeoli
- Direttore settore giovanile: Ruggero Ludergnani

Area Sanitaria
- Responsabili Aree Mediche: Paolo Minafra, Gianfranco Albertini
- Fisioterapisti: Andrea Orvieto, Silvio Fortunato, Eugenio Piccoli
- Reparto medico: Massimiliano Greco

## Rosa
Rosa e numeri aggiornati al 28 gennaio 2022.
| N. |                           | Ruolo | Calciatore                     |
| -- | ------------------------- | ----- | ------------------------------ |
| 1  | Albania (bandiera)        | P     | Etrit Berisha                  |
| 3  | Brasile (bandiera)        | D     | Gleison Bremer (vice capitano) |
| 4  | Brasile (bandiera)        | D     | Lyanco                         |
| 4  | Italia (bandiera)         | C     | Tommaso Pobega                 |
| 5  | Italia (bandiera)         | D     | Armando Izzo                   |
| 6  | Italia (bandiera)         | C     | Jacopo Segre                   |
| 6  | Rep. Ceca (bandiera)      | D     | David Zima                     |
| 7  | Italia (bandiera)         | A     | Simone Zaza                    |
| 8  | Italia (bandiera)         | C     | Daniele Baselli                |
| 9  | Italia (bandiera)         | A     | Andrea Belotti (capitano)      |
| 10 | Serbia (bandiera)         | C     | Saša Lukić                     |
| 11 | Croazia (bandiera)        | A     | Marko Pjaca                    |
| 13 | Svizzera (bandiera)       | D     | Ricardo Rodríguez              |
| 14 | Spagna (bandiera)         | A     | Iago Falque                    |
| 14 | Croazia (bandiera)        | A     | Josip Brekalo                  |
| 15 | Argentina (bandiera)      | D     | Cristian Ansaldi               |
| 17 | Costa d'Avorio (bandiera) | D     | Wilfried Singo                 |
| 18 | Serbia (bandiera)         | C     | Dennis Stojković               |
| 18 | Nuova Zelanda (bandiera)  | A     | Matthew Garbett                |
| 19 | Paraguay (bandiera)       | A     | Antonio Sanabria               |
| 20 | Italia (bandiera)         | A     | Simone Edera                   |
| 21 | Italia (bandiera)         | C     | Samuele Angori                 |
| 22 | Italia (bandiera)         | A     | Vincenzo Millico               |

| N. |                           | Ruolo | Calciatore             |
| -- | ------------------------- | ----- | ---------------------- |
| 22 | Belgio (bandiera)         | C     | Dennis Praet           |
| 23 | Italia (bandiera)         | A     | Nicola Rauti           |
| 23 | Senegal (bandiera)        | A     | Demba Seck             |
| 24 | Italia (bandiera)         | C     | Simone Verdi           |
| 24 | Moldavia (bandiera)       | A     | Lado Akhalaia          |
| 25 | Costa d'Avorio (bandiera) | C     | Ben Lhassine Kone      |
| 26 | Costa d'Avorio (bandiera) | D     | Koffi Djidji           |
| 27 | Kosovo (bandiera)         | D     | Mërgim Vojvoda         |
| 28 | Italia (bandiera)         | C     | Samuele Ricci          |
| 31 | Italia (bandiera)         | P     | Antonio Milan          |
| 32 | Serbia (bandiera)         | P     | Vanja Milinković-Savić |
| 34 | Nigeria (bandiera)        | D     | Ola Aina               |
| 38 | Italia (bandiera)         | C     | Rolando Mandragora     |
| 64 | Italia (bandiera)         | A     | Pietro Pellegri        |
| 70 | Danimarca (bandiera)      | A     | Magnus Warming         |
| 71 | Italia (bandiera)         | P     | Paolo Vismara          |
| 77 | Polonia (bandiera)        | C     | Karol Linetty          |
| 78 | Romania (bandiera)        | D     | Andrei Anton           |
| 88 | Venezuela (bandiera)      | C     | Tomás Rincón           |
| 89 | Italia (bandiera)         | P     | Luca Gemello           |
| 90 | Romania (bandiera)        | P     | Răzvan Sava            |
| 93 | Algeria (bandiera)        | D     | Mohamed Fares          |
| 99 | Italia (bandiera)         | D     | Alessandro Buongiorno  |

## Calciomercato

### Sessione estiva(dal 01/07 al 31/08)
| Acquisti         | Acquisti          | Acquisti       | Acquisti                         |
| R.               | Nome              | da             | Modalità                         |
| ---------------- | ----------------- | -------------- | -------------------------------- |
| P                | Etrit Berisha     | SPAL           | definitivo                       |
| P                | Luca Gemello      | Renate         | fine prestito                    |
| D                | Ola Aina          | Fulham         | fine prestito                    |
| D                | Koffi Djidji      | Crotone        | fine prestito                    |
| D                | David Zima        | Slavia Praga   | definitivo                       |
| C                | Ben Lhassine Kone | Cosenza        | fine prestito                    |
| C                | Soualiho Meïté    | Milan          | fine prestito                    |
| C                | Tommaso Pobega    | Milan          | prestito                         |
| C                | Dennis Praet      | Leicester City | prestito con diritto di riscatto |
| C                | Jacopo Segre      | SPAL           | fine prestito                    |
| A                | Josip Brekalo     | Wolfsburg      | prestito con diritto di riscatto |
| A                | Simone Edera      | Reggina        | fine prestito                    |
| A                | Iago Falque       | Benevento      | fine prestito                    |
| A                | Vincenzo Millico  | Frosinone      | fine prestito                    |
| A                | Marko Pjaca       | Juventus       | prestito con diritto di riscatto |
| A                | Nicola Rauti      | Palermo        | fine prestito                    |
| A                | Dennis Stojkovic  | Partizan       | definitivo                       |
| A                | Magnus Warming    | Lyngby         | definitivo                       |
| Altre operazioni |                   |                |                                  |
| R.               | Nome              | da             | Modalità                         |
| C                | Michel Adopo      | Viterbese      | fine prestito                    |
| C                | Mihael Onişa      | Imolese        | fine prestito                    |

| Cessioni         | Cessioni           | Cessioni        | Cessioni                         |
| R.               | Nome               | a               | Modalità                         |
| ---------------- | ------------------ | --------------- | -------------------------------- |
| P                | Salvatore Sirigu   | Genoa           | rescissione consensuale          |
| P                | Samir Ujkani       |                 | fine contratto                   |
| D                | Christian Celesia  | Alessandria     | prestito                         |
| D                | Erick Ferigra      | Las Palmas      | definitivo                       |
| D                | Lyanco             | Southampton     | definitivo                       |
| D                | Nicola Murru       | Sampdoria       | fine prestito                    |
| D                | Nicolas Nkoulou    |                 | fine contratto                   |
| C                | Amer Gojak         | Dinamo Zagabria | fine prestito                    |
| C                | Soualiho Meïté     | Benfica         | definitivo                       |
| C                | Jacopo Segre       | Perugia         | prestito                         |
| A                | Federico Bonazzoli | Sampdoria       | fine prestito                    |
| A                | Iago Falque        |                 | svincolato                       |
| A                | Vincenzo Millico   | Cosenza         | prestito                         |
| A                | Nicola Rauti       | Pescara         | prestito                         |
| Altre operazioni |                    |                 |                                  |
| R.               | Nome               | a               | Modalità                         |
| D                | Lorenzo Carissoni  |                 | svincolato                       |
| C                | Michel Adopo       | Viterbese       | prestito con diritto di riscatto |
| C                | Jean Freddi Greco  | Pordenone       | definitivo                       |
| C                | Altin Kryeziu      | Virton          | prestito                         |
| C                | Mihael Onişa       | Pordenone       | definitivo                       |
| A                | Lucas Boyé         | Elche           | definitivo                       |
| A                | Vitalie Damașcan   | Sepsi           | svincolato                       |

### Trasferimenti dopo la sessione estiva
| Cessioni | Cessioni         | Cessioni | Cessioni   |
| R.       | Nome             | a        | Modalità   |
| -------- | ---------------- | -------- | ---------- |
| A        | Dennis Stojkovic |          | definitivo |

### Sessione invernale(dal 3 gennaio al 31 gennaio)
| Acquisti         | Acquisti          | Acquisti    | Acquisti      |
| R.               | Nome              | da          | Modalità      |
| ---------------- | ----------------- | ----------- | ------------- |
| D                | Mohamed Fares     | Lazio       | prestito      |
| C                | Samuele Ricci     | Empoli      | prestito      |
| A                | Pietro Pellegri   | Monaco      | prestito      |
| A                | Demba Seck        | SPAL        | definitivo    |
| Altre operazioni |                   |             |               |
| R.               | Nome              | da          | Modalità      |
| D                | Christian Celesia | Alessandria | fine prestito |

| Cessioni         | Cessioni          | Cessioni    | Cessioni   |
| R.               | Nome              | a           | Modalità   |
| ---------------- | ----------------- | ----------- | ---------- |
| C                | Ben Lhassine Kone | Crotone     | prestito   |
| C                | Daniele Baselli   | Cagliari    | definitivo |
| C                | Tomas Rincon      | Sampdoria   | prestito   |
| A                | Simone Verdi      | Salernitana | prestito   |
| Altre operazioni |                   |             |            |
| R.               | Nome              | a           | Modalità   |
| P                | Răzvan Sava       | CFR Cluj    | definitivo |
| D                | Christian Celesia | Paganese    | prestito   |

## Risultati

### Serie A

#### Girone di andata
| Arbitro: | Chiffi (Padova) |

|             |           |                         |
| Belotti 79’ | Marcatori | 6’ Muriel 90+3’ Piccoli |

| Arbitro: | Mariani (Aprilia) |

|                           |           |           |
| González 41’ Vlahović 70’ | Marcatori | 89’ Verdi |

| Arbitro: | Aureliano (Bologna) |

|                                                |           |  |
| Sanabria 45’ Bremer 65’ Pobega 87’ Lukić 90+1’ | Marcatori |  |

| Arbitro: | Piccinini (Forlì) |

|  |           |           |
|  | Marcatori | 83’ Pjaca |

| Arbitro: | Abisso (Palermo) |

|           |           |                       |
| Pjaca 76’ | Marcatori | 90+1’ (rig.) Immobile |

| Arbitro: | Maggioni (Lecco) |

|                  |           |             |
| Aramu 78’ (rig.) | Marcatori | 56’ Brekalo |

| Arbitro: | Valeri (Roma) |

|  |           |               |
|  | Marcatori | 86’ Locatelli |

| Arbitro: | Sacchi (Macerata) |

|             |           |  |
| Osimhen 81’ | Marcatori |  |

| Arbitro: | Giacomelli (Trieste) |

|                                     |           |                        |
| Sanabria 14’ Pobega 31’ Brekalo 77’ | Marcatori | 69’ Destro 80’ Caicedo |

| Arbitro: | Aureliano (Bologna) |

|            |           |  |
| Giroud 14’ | Marcatori |  |

| Arbitro: | Fourneau (Roma) |

|                                   |           |  |
| Praet 17’ Singo 52’ Belotti 90+3’ | Marcatori |  |

| Arbitro: | Orsato (Schio) |

|          |           |  |
| Sala 58’ | Marcatori |  |

| Arbitro: | Pezzuto (Lecce) |

|                       |           |                |
| Brekalo 8’ Bremer 48’ | Marcatori | 77’ Forestieri |

| Arbitro: | Chiffi (Padova) |

|             |           |  |
| Abraham 32’ | Marcatori |  |

| Arbitro: | Colombo (Como) |

|                      |           |                                |
| Pobega 10’ Pjaca 15’ | Marcatori | 34’ S. Romagnoli 72’ La Mantia |

| Arbitro: | Massimi (Termoli) |

|                |           |                    |
| João Pedro 53’ | Marcatori | 31’ (aut.) Carboni |

| Arbitro: | Dionisi (L'Aquila) |

|                                  |           |                     |
| Sanabria 24’ Soumaoro 69’ (aut.) | Marcatori | 79’ (rig.) Oroslini |

| Arbitro: | Fabbri (Ravenna) |

|            |           |  |
| Pobega 26’ | Marcatori |  |

| Arbitro: | Guida (Torre Annunziata) |

|              |           |  |
| Dumfries 30’ | Marcatori |  |

#### Girone di ritorno
| Arbitro: | Abisso (Palermo) |

|                                                       |           |                                                             |
| Muriel 17’ (rig.), 84’ (rig.) De Roon 23’ Pašalić 78’ | Marcatori | 4’ Sanabria 36’ (rig.), 63’ (rig.) Lukić 67’ (aut.) Freuler |

| Arbitro: | Marinelli (Tivoli) |

|                                         |           |  |
| Singo 17’ Brekalo 23’, 31’ Sanabria 58’ | Marcatori |  |

| Arbitro: | Massimi (Termoli) |

|            |           |                     |
| Caputo 18’ | Marcatori | 27’ Singo 67’ Praet |

| Arbitro: | Fourneau (Roma) |

|              |           |               |
| Sanabria 16’ | Marcatori | 88’ Raspadori |

| Arbitro: | Rapuano (Rimini) |

|                                    |           |  |
| Molina 90+3’ Pussetto 90+7’ (rig.) | Marcatori |  |

| Arbitro: | Giua (Olbia) |

|            |           |                      |
| Brekalo 5’ | Marcatori | 38’ Haps 46’ Črnigoj |

| Arbitro: | Massa (Imperia) |

|             |           |             |
| De Ligt 13’ | Marcatori | 62’ Belotti |

| Arbitro: | Volpi (Arezzo) |

|             |           |                          |
| Belotti 54’ | Marcatori | 21’ Bellanova 62’ Deiola |

| Bologna 6 marzo 2022, ore 15:00 CET 28ª giornata | Bologna           | 0 – 0 referto | Torino | Stadio Renato Dall'Ara (17 575 spett.)\| Arbitro: \| Massimi (Termoli) \| |
| Arbitro:                                         | Massimi (Termoli) |               |        |                                                                           |

| Arbitro: | Guida (Torre Annunziata) |

|            |           |               |
| Bremer 12’ | Marcatori | 90+3’ Sánchez |

| Arbitro: | Mariani (Aprilia) |

|               |           |  |
| Portanova 14’ | Marcatori |  |

| Arbitro: | Piccinini (Forlì) |

|  |           |                    |
|  | Marcatori | 18’ (rig.) Belotti |

| Torino 10 aprile 2022, ore 20:45 CEST 32ª giornata | Torino        | 0 – 0 referto | Milan | Stadio Olimpico Grande Torino (23 472 spett.)\| Arbitro: \| Doveri (Roma) \| |
| Arbitro:                                           | Doveri (Roma) |               |       |                                                                              |

| Arbitro: | Prontera (Bologna) |

|                |           |              |
| Immobile 90+2’ | Marcatori | 56’ Pellegri |

| Arbitro: | Ghersini (Genova) |

|                      |           |                    |
| Lukić 4’ (rig.), 69’ | Marcatori | 90+7’ (rig.) Manaj |

| Arbitro: | Cosso (Reggio Calabria) |

|               |           |                                       |
| Żurkowski 56’ | Marcatori | 78’ (rig.), 87’ (rig.), 90+6’ Belotti |

| Arbitro: | Prontera (Bologna) |

|  |           |          |
|  | Marcatori | 73’ Ruiz |

| Arbitro: | Camplone (Pescara) |

|  |           |             |
|  | Marcatori | 19’ Brekalo |

| Arbitro: | Irrati (Pistoia) |

|  |           |                                                   |
|  | Marcatori | 33’, 42’ (rig.) Abraham 78’ (rig.) Lo. Pellegrini |

### Coppa Italia

#### Turni eliminatori
| Arbitro: | Ayroldi (Molfetta) |

|                             |                      |                             |
| Mandragora Verdi Rauti Aina | Tiri di rigore 4 – 1 | D. Ciofani Vido Castagnetti |

| Arbitro: | Piccinini (Forlì) |

|                                   |           |                       |
| Quagliarella 16’ (rig.) Verre 60’ | Marcatori | 54’ (rig.) Mandragora |

## Statistiche
Statistiche aggiornate al 20 maggio 2022.

### Statistiche di squadra
| Competizione | Punti | In casa | In casa | In casa | In casa | In casa | In casa | In trasferta | In trasferta | In trasferta | In trasferta | In trasferta | In trasferta | Totale | Totale | Totale | Totale | Totale | Totale | DR |
| Competizione | Punti | G       | V       | N       | P       | Gf      | Gs      | G            | V            | N            | P            | Gf           | Gs           | G      | V      | N      | P      | Gf     | Gs     | DR |
| ------------ | ----- | ------- | ------- | ------- | ------- | ------- | ------- | ------------ | ------------ | ------------ | ------------ | ------------ | ------------ | ------ | ------ | ------ | ------ | ------ | ------ | -- |
| Serie A      | 50    | 19      | 8       | 5       | 6       | 29      | 21      | 19           | 5            | 6            | 8            | 17           | 20           | 38     | 13     | 11     | 14     | 46     | 41     | +5 |
| Coppa Italia | -     | 1       | 0       | 1       | 0       | 0       | 0       | 1            | 0            | 0            | 1            | 1            | 2            | 2      | 0      | 1      | 1      | 1      | 2      | −1 |
| Totale       | -     | 20      | 8       | 6       | 6       | 29      | 21      | 20           | 5            | 6            | 9            | 18           | 22           | 40     | 13     | 12     | 15     | 47     | 43     | +4 |

### Andamento in campionato
| Giornata  | 1  | 2  | 3  | 4  | 5 | 6 | 7  | 8  | 9  | 10 | 11 | 12 | 13 | 14 | 15 | 16 | 17 | 18 | 19 | 20 | 21 | 22 | 23 | 24 | 25 | 26 | 27 | 28 | 29 | 30 | 31 | 32 | 33 | 34 | 35 | 36 | 37 | 38 |
| --------- | -- | -- | -- | -- | - | - | -- | -- | -- | -- | -- | -- | -- | -- | -- | -- | -- | -- | -- | -- | -- | -- | -- | -- | -- | -- | -- | -- | -- | -- | -- | -- | -- | -- | -- | -- | -- | -- |
| Luogo     | C  | T  | C  | T  | C | T | C  | T  | C  | T  | C  | T  | C  | T  | C  | T  | C  | C  | T  | T  | C  | T  | C  | T  | C  | T  | C  | T  | C  | T  | T  | C  | T  | C  | T  | C  | T  | C  |
| Risultato | P  | P  | V  | V  | N | N | P  | P  | V  | P  | V  | P  | V  | P  | N  | N  | V  | V  | P  | N  | V  | V  | N  | P  | P  | N  | P  | N  | N  | P  | V  | N  | N  | V  | V  | P  | V  | P  |
| Posizione | 13 | 16 | 11 | 10 | 9 | 9 | 11 | 12 | 11 | 13 | 12 | 12 | 11 | 13 | 13 | 13 | 13 | 10 | 11 | 12 | 9  | 9  | 10 | 10 | 10 | 10 | 11 | 11 | 11 | 11 | 11 | 11 | 11 | 11 | 10 | 10 | 10 | 10 |

Fonte:  Serie A – Classifica, su legaseriea.it.
Legenda:

Luogo: C = Casa; T = Trasferta. Risultato: V = Vittoria; N = Pareggio; P = Sconfitta.

### Statistiche dei giocatori
| Giocatore           | Serie A  | Serie A | Serie A     | Serie A    | Coppa Italia | Coppa Italia | Coppa Italia | Coppa Italia | Totale   | Totale | Totale      | Totale     |
| Giocatore           | Presenze | Reti    | Ammonizioni | Espulsioni | Presenze     | Reti         | Ammonizioni  | Espulsioni   | Presenze | Reti   | Ammonizioni | Espulsioni |
| ------------------- | -------- | ------- | ----------- | ---------- | ------------ | ------------ | ------------ | ------------ | -------- | ------ | ----------- | ---------- |
| O. Aina             | 21       | 0       | 4           | 0          | 2            | 0            | 0            | 0            | 23       | 0      | 4           | 0          |
| C. Ansaldi          | 19       | 0       | 2           | 0          | 1            | 0            | 0            | 0            | 20       | 0      | 2           | 0          |
| D. Baselli          | 6        | 0       | 0           | 0          | 1            | 0            | 0            | 0            | 7        | 0      | 0           | 0          |
| E. Berisha          | 10       | -8      | 1           | 0          | 1            | -2           | 0            | 0            | 11       | -10    | 1           | 0          |
| A. Belotti          | 22       | 8       | 1           | 0          | 1            | 0            | 0            | 0            | 23       | 8      | 1           | 0          |
| J. Brekalo          | 32       | 7       | 1           | 0          | 1            | 0            | 0            | 0            | 33       | 7      | 1           | 0          |
| G. Bremer           | 33       | 3       | 7           | 0          | 0            | 0            | 0            | 0            | 33       | 3      | 7           | 0          |
| A. Buongiorno       | 23       | 0       | 5           | 0          | 2            | 0            | 1            | 0            | 25       | 0      | 6           | 0          |
| K. Djidji           | 25       | 0       | 5           | 1          | 1            | 0            | 0            | 0            | 26       | 0      | 5           | 1          |
| S. Edera            | 0        | 0       | 0           | 0          | 0            | 0            | 0            | 0            | 0        | 0      | 0           | 0          |
| I. Falque           | 0        | 0       | 0           | 0          | 0            | 0            | 0            | 0            | 0        | 0      | 0           | 0          |
| L. Gemello          | 1        | 0       | 0           | 0          | 0            | 0            | 0            | 0            | 1        | 0      | 0           | 0          |
| A. Izzo             | 11       | 0       | 4           | 0          | 2            | 0            | 0            | 0            | 13       | 0      | 4           | 0          |
| B. L. Kone          | 1        | 0       | 0           | 0          | 1            | 0            | 0            | 0            | 2        | 0      | 0           | 0          |
| K. Linetty          | 16       | 0       | 2           | 0          | 2            | 0            | 0            | 0            | 18       | 0      | 2           | 0          |
| S. Lukić            | 35       | 5       | 10          | 0          | 1            | 0            | 1            | 0            | 36       | 5      | 11          | 0          |
| Lyanco              | 0        | 0       | 0           | 0          | 0            | 0            | 0            | 0            | 0        | 0      | 0           | 0          |
| R. Mandragora       | 21       | 0       | 7           | 1          | 2            | 1            | 0            | 0            | 23       | 1      | 7           | 1          |
| V. Milinkovic-Savic | 27       | -33     | 3           | 0          | 1            | -0           | 0            | 0            | 28       | -33    | 3           | 0          |
| V. Millico          | 0        | 0       | 0           | 0          | 0            | 0            | 0            | 0            | 0        | 0      | 0           | 0          |
| P. Pellegri         | 9        | 1       | 1           | 0          | 0            | 0            | 0            | 0            | 9        | 1      | 1           | 0          |
| M. Pjaca            | 24       | 3       | 0           | 0          | 2            | 0            | 0            | 0            | 26       | 3      | 0           | 0          |
| T. Pobega           | 33       | 4       | 11          | 0          | 0            | 0            | 0            | 0            | 33       | 4      | 11          | 0          |
| D. Praet            | 23       | 2       | 3           | 0          | 1            | 0            | 0            | 0            | 24       | 2      | 3           | 0          |
| N. Rauti            | 0        | 0       | 0           | 0          | 1            | 0            | 1            | 0            | 1        | 0      | 1           | 0          |
| S. Ricci            | 12       | 0       | 1           | 0          | 0            | 0            | 0            | 0            | 12       | 0      | 1           | 0          |
| T. Rincón           | 7        | 0       | 2           | 0          | 2            | 0            | 0            | 0            | 9        | 0      | 2           | 0          |
| R. Rodriguez        | 34       | 0       | 3           | 0          | 2            | 0            | 1            | 0            | 36       | 0      | 4           | 0          |
| A. Sanabria         | 29       | 6       | 3           | 0          | 0            | 0            | 0            | 0            | 29       | 6      | 3           | 0          |
| D. Seck             | 6        | 0       | 0           | 0          | 0            | 0            | 0            | 0            | 6        | 0      | 0           | 0          |
| J. Segre            | 0        | 0       | 0           | 0          | 1            | 0            | 0            | 0            | 1        | 0      | 0           | 0          |
| W. Singo            | 35       | 3       | 5           | 1          | 1            | 0            | 0            | 0            | 36       | 3      | 5           | 1          |
| D. Stojkovic        | 0        | 0       | 0           | 0          | 0            | 0            | 0            | 0            | 0        | 0      | 0           | 0          |
| S. Verdi            | 3        | 1       | 0           | 0          | 1            | 0            | 0            | 0            | 4        | 1      | 0           | 0          |
| M. Vojvoda          | 29       | 0       | 3           | 0          | 1            | 0            | 0            | 0            | 30       | 0      | 3           | 0          |
| M. Warming          | 4        | 0       | 0           | 0          | 1            | 0            | 0            | 0            | 5        | 0      | 0           | 0          |
| S. Zaza             | 10       | 0       | 1           | 0          | 1            | 0            | 0            | 0            | 11       | 0      | 1           | 0          |
| D. Zima             | 20       | 0       | 3           | 0          | 0            | 0            | 0            | 0            | 20       | 0      | 3           | 0          |